# ガールフレンド (クレイジーケンバンドの曲)
「ガールフレンド」は2009年7月22日にユニバーサルシグマから発売されたクレイジーケンバンド11枚目のシングル。

## 解説
前作「てんやわんやですよ」から2年5か月ぶりの新曲はユニバーサルシグマ移籍第一弾シングル。DVD付初回限定盤と通常盤の2形態発売。

## 収録曲
全作詞・作曲：横山剣　編曲：横山剣/小野瀬雅生

### CD
1. ガールフレンド(4:19)[1]
  - テレビ東京系「JAPAN COUNTDOWN」エンディングテーマ：2009年8月
2. 昼顔(4:28)[1]
  - 西友「KYキャンペーン」CM曲
3. eye catch(0:11)[1]
4. 山の音(4:43)[1]
  - テレビ東京系ドラマ24「湯けむりスナイパー」主題歌
5. CRAZY KEN BAND's Information(3:01)[1]
6. ガールフレンド（KARAOKE）(4:21)[1]
7. 昼顔（KARAOKE）(4:49)[1]
8. 山の音（KARAOKE）(4:42)[1]

### DVD
1. ガールフレンド（MUSIC VIDEO）